# Laura Mora Ortega
Laura Mora Ortega (Medellín, 1981) è una regista e sceneggiatrice colombiana nota per il suo lungometraggio del 2017 Matar a Jesús, e per avere vinto la Concha de Oro alla 70ª edizione del Festival Internazionale di Cinema di San Sebastián, con Los reyes del mundo.

## Biografia
È nata a Medellín e ha portato a termine i suoi studi di baccalaureato nella Scuola tedesca della stessa città. Ha completato i suoi studi superiori di produzione e regia cinematografica all'università RMIT a Melbourne, Australia. In seguito conobbe il regista Carlos Moreno e decise di partecipare a un concorso, da cui trasse supporto per produrre il cortometraggio Salomé. Ebbe un buon riscontro al festival Invitro Visual di Bogotà con il corto Brotherhood.
Nel 2012 ha co-diretto la serie di Caracol TV Escobar: El Patrón del Mal.
Matar a Jesús è stato il primo lungometraggio di Mora, ispirato all'assassinio di suo padre e presentato nel 2017 nei festival di Toronto e di San Sebastian, per poi collezionare più di venti premi.
Tra il 2019 e il 2020 ha diretto episodi delle serie Netflix Frontiera verde e The Great Heist (El robo del siglo).
Il suo secondo film Los Reyes del Mundo (2022) ha vinto il premio Concha de Oro alla 70ª edizione del Festival Internazionale di Cinema di San Sebastián e, nel marzo 2023, ha partecipato al Bari International Film Festival.

## Premi e riconoscimenti
Matar a Jesús ha ricevuto oltre venti premi a livello nazionale e internazionale, tra i quali si distinguono una menzione speciale nella sezione Nuovi Registi del Festival di San Sebastián del 2017, il premio EGEDA al Festival del Cinema di Cartagena, il premio della giuria per la Migliore opera prima e il premio Casa de las Américas al Festival Internazionale del Nuovo Cinema Latinoamericano dell'Habana, il premio Eroski, il premio della critica Signis, miglior film iberoamericano al Palms Springs Festival e il premio Roger Ebert al Festival di Cinema di Chicago, nonché candidato al premio Kutxabank-Nuev@s Director@s.
Nel 2022 ha ricevuto la Concha de Oro alla 70ª edizione del Festival di San Sebastián per Los reyes del mundo.

## Filmografia[1]

### Cinema
- Brotherhood (2006) - cortometraggio
- Salomé (2012) - cortometraggio
- Matar a Jesús (2017)
- Los reyes del mundo (2022)

### Televisione
- Antes de fuego (2015) - film TV
- Escobar: El Patrón del Mal (2012)
- Frontiera verde (2019) - serie, 4 episodi
- El robo del siglo (2020) - serie, 3 episodi
- Cent'anni di solitudine (Cien años de soledad) (2024) - serie, 8 episodi